# 越谷市
越谷市（日语：／ Koshigaya shi */?）是位於日本埼玉縣東南部的城市，屬於中核市、業務核都市和保健所政令市。當地人口約34萬，是埼玉縣第5大都市，僅次於埼玉市、川口市、川越市與所澤市。

## 地理
- 主要河流有元荒川、中川、綾瀬川、古利根川、新方川（千間堀）、逆川等，河川數量眾多。

## 交通

### 鐵路
東日本旅客鐵道
- 武藏野線：南越谷站 - 越谷湖城站

東武鐵道
- 伊勢崎線（東武晴空塔線）：蒲生站 - 新越谷站 - 越谷站 - 北越谷站 - 大袋站 - 千間台站

日本貨物鐵道
- 越谷貨物總站（日语：越谷貨物ターミナル駅）